# Гавињано
Гавињано (итал. Gavignano) је насеље у Италији у округу Рим, региону Лацио.
Према процени из 2011. у насељу је живело 815 становника. Насеље се налази на надморској висини од 377 м.